# Granzin
Granzin es un municipio situado en el distrito de Ludwigslust-Parchim, en el estado federado de Mecklemburgo-Pomerania Occidental (Alemania), a una altitud de 65 metros. Su población a finales de 2016 era de 429 habs. y su densidad poblacional, 19 hab/km².

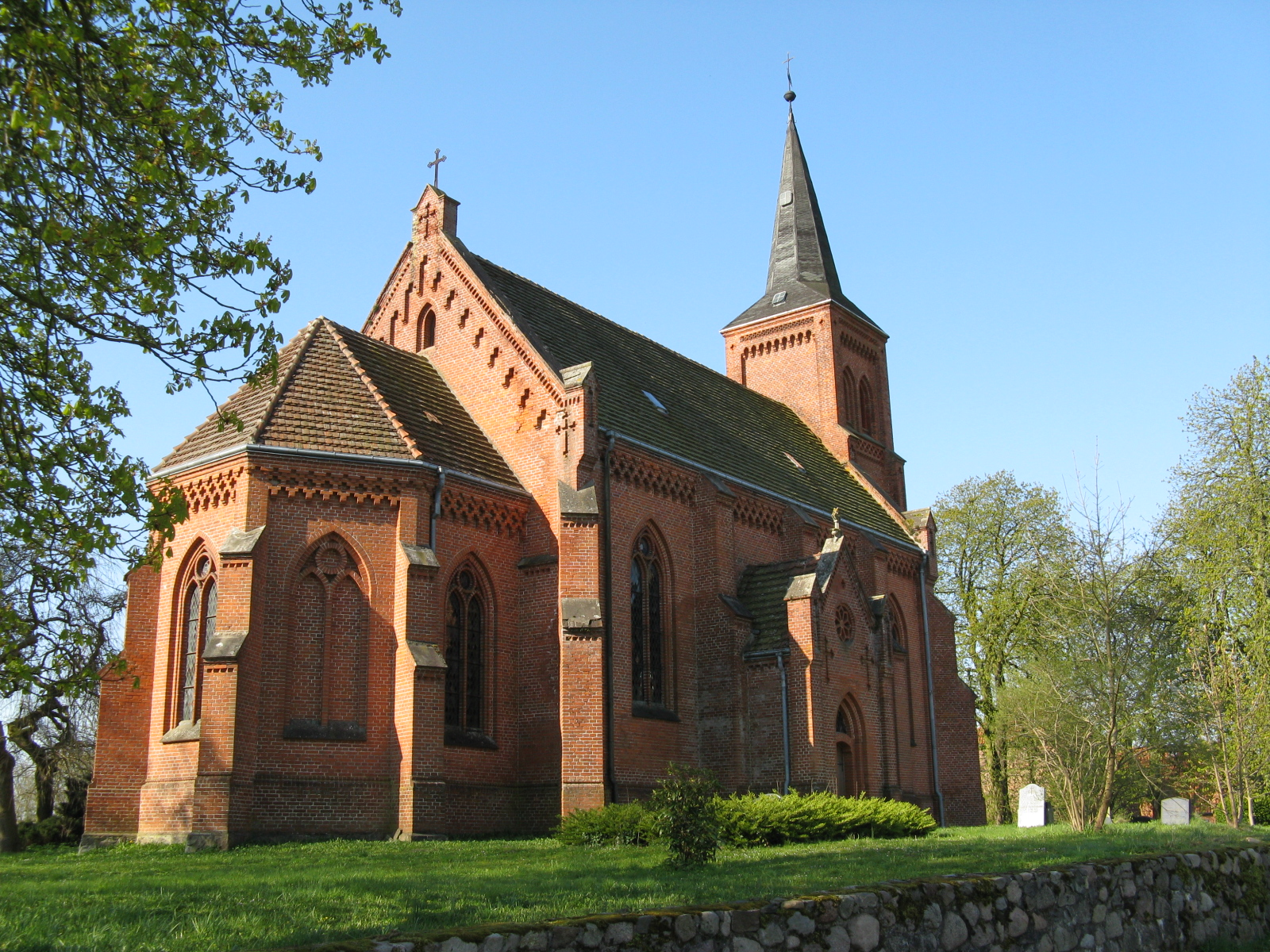
Iglesia de Granzin